# RC Drift
L'RC Drift (Radio-controlled drifting) è una manovra effettuabile con le automobili radiocomandate, equivalente del drifting svolto dalle automobili vere.
Si tratta di intraversare l'auto lungo curva cercando di eseguire una determinata traiettoria in sbandata controllata. Le categorie di auto radiocomandate utilizzate per il drifting possono essere elettriche o con motore a scoppio. Le prime sono le più utilizzate in questa disciplina, in quanto offrono coppia costante lungo tutta l'arco d'utilizzo del motore elettrico e permettono lo slittamento dell'asse posteriore in modo più controllabile e progressivo rispetto a quelle con motore a scoppio, le quali hanno una erogazione scorbutica e una curva di coppia non lineare, oltre ai problemi legati alle frizioni.
Per eseguire al meglio una derapata, sono fondamentali 2 aspetti: la trazione (inizialmente erano più usate le 4x4, poi si è diffusa la trazione posteriore) e le gomme da drift. Il primo aspetto è necessario affinché il veicolo risulti controllabile, poiché l'interasse ridotto e il peso dei modellini contenuto, attualmente, non permettono di effettuare le manovre in maniera fluida. Il secondo aspetto è necessario affinché le ruote forniscano solamente la tenuta sufficiente a non far perdere il controllo del mezzo. Le gomme da drift sono reperibili nei negozi di modellismo dinamico specializzati, in quanto questa particolare disciplina non è ancora molto comune; inoltre, i modellisti più esperti se le autocostruiscono, usando i cerchioni inutilizzati su cui incollano un tubo in PVC (tipo quelli delle grondaie) tagliato a misura; questo tipo di pneumatico autocostruito è molto utile quando si corre sul cemento liscio.
Per quanto riguarda la trazione, esistono tre modi di concepire e guidare i modelli da drift:
- RWD, trazione posteriore, rappresenta la massima espressione del realismo, è lo stesso tipo di trazione che usano le vera auto da drift nelle competizioni, per aiutare nel controsterzo si viene aiutati da un giroscopio. Il pilota deve avere ottime abilità per riuscire a controllare questi modelli.
- 4x4, risulta magari meno spettacolare e realistico, ma permette lunghe intraversate del mezzo. La tecnica di base è quella di innescare la sbandata con lo sterzo e l'acceleratore e mantenere il modello di traverso con le ruote dritte, aggiustando la derapata con lo sterzo.
- Controsterzo (CS) è l'abbreviazione del termine inglese CounterSteer e consiste nel dare un differente rapporto di rotazione tra l'asse anteriore e l'asse posteriore. In questo modo l'asse posteriore gira più veloce di quello anteriore (da 1,5 a 2,5 volte a seconda del proprio assetto) facendo in modo che il veicolo risulti sempre in sbandata per effettuare lo stesso percorso. Questa tecnica risulta più reale ma anche maggiormente difficoltosa poiché bisogna tenere controsterzate le ruote lungo la curva giocando con acceleratore e poco sterzo.